# Grupo Globo
Grupo Globo é o maior conglomerado de mídia e comunicação do Brasil e da América Latina. Em maio de 2016, era o 14.º maior conglomerado de mídia do mundo, e tem as seguintes empresas subsidiárias: Globo, Editora Globo, Sistema Globo de Rádio e Globo Ventures, além de ser mantenedor da Fundação Roberto Marinho. No mesmo ano, foi citado entre os maiores proprietários de mídia do mundo, de acordo com o ranking produzido pela consultoria Zenith Optimedia, sendo a única empresa brasileira da lista. A principal empresa do Grupo Globo é a TV Globo, que detém a maior emissora de televisão do Brasil e a segunda maior do mundo.
Entre 2011 e 2017, o Grupo Globo figurou na pesquisa Top Thirty Global Media Owners, realizada pela Zenith Optimedia com base nas receitas publicitárias do ano, o Grupo Globo apareceu na posição 17 dentre os maiores grupos de mídia do mundo; que lista as "30 empresas mais influentes do mundo na área de mídia", atrás de empresas como Google (1.º lugar), News Corp (3.º lugar) e The Walt Disney Company (4.º lugar), sendo o único latino-americano entre os 20 maiores. O levantamento apontou também que o conglomerado era maior do que grupos de mídia conhecidos internacionalmente, como Microsoft (21º lugar) e Yahoo! (18º lugar).

## História

### Século XX

Roberto Marinho

A primeira iniciativa da holding foi o jornal A Noite, fundado e dirigido por Irineu Marinho em 1911, no Rio de Janeiro, então capital do Brasil. Em 1925, com o sucesso do vespertino, Irineu decide fundar um segundo jornal chamado O Globo que, após sua morte repentina, passa a ter Eurycles de Matos, amigo pessoal de Irineu, como diretor-redator-chefe. Com o falecimento de Eurycles, em 1931, o filho de Irineu, Roberto Marinho, assume o jornal.
Em 1944, ocorreu a inauguração da Rádio Globo, também no Rio de Janeiro, mas foi com a inauguração da TV Globo (transmitida a partir de 1965) a partir da obtenção da concessão do canal 4 do Rio de Janeiro, que a empresa se tornou líder no segmento de mídia e expandiu negócios como com a portuguesa SIC, em 2010.
Nos anos seguintes, o Grupo Globo fundou a gravadora Som Livre (1969), a Fundação Roberto Marinho (1977), a programadora de canais Globosat (1991), o portal Globo.com (2000) e o G1 (2006).

### Século XXI

#### Mudança de nome
Em 25 de agosto de 2014, a empresa divulgou que passaria a adotar como nome "Grupo Globo", antes "Organizações Globo", marca usada desde a inauguração do jornal O Globo em 1925. Segundo Roberto Irineu Marinho, "Essa mudança é resultado da nossa visão de futuro e atuação nos anos recentes. Queremos incentivar e promover cada vez mais a colaboração entre nossas empresas, o alinhamento de objetivos e a busca de resultados comuns. O esforço conjunto será cada vez mais importante para entender expectativas do público e atendê-las. No dia 10 de setembro, foi re-lançado o documento "Essência Globo" contendo a visão, missão e valores do Grupo. Sua primeira versão havia sido publicada no ano 2000.

#### Reestruturação acionária

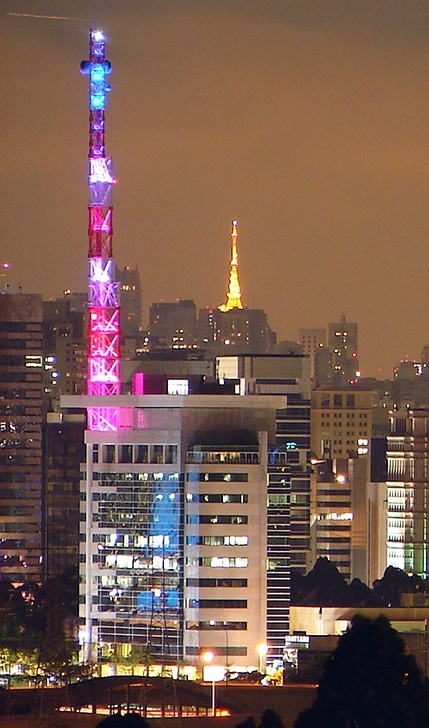
Edifício Jornalista Roberto Marinho, sede da TV Globo São Paulo

Em 24 de setembro de 2018, o Grupo Globo anunciou o projeto Uma Só Globo onde, em três anos, as operações de suas subsidiárias TV Globo, Globoplay, Globosat, Globo.com e DGCorp seriam integradas em uma única empresa, sob a razão social Globo Comunicações e Participações S.A. e a marca Globo, Sistema Globo de Rádio, Fundação Roberto Marinho e Som Livre não foram contempladas para o projeto e continuam operando independentemente. O processo de reestruturação foi feito com a consultoria da Accenture. Algo similar havia sido feito com as empresas do grupo que atuam no mercado editoral, com a fusão da Editora Globo e as empresas de jornais Infoglobo e Valor Econômico.
Com esse movimento, a Globo tem como objetivo corte de despesas fixas em alinhamento com seu lucro líquido, além de ganhar mais dinamismo e se preparar para enfrentar a concorrência das novas plataformas de mídia que surgem, e que como tendência mundial, estão cada vez mais concentradas.
Em 8 de novembro de 2019, foi anunciado a centralização de algumas empresas do Grupo Globo, que se juntaram em uma nova empresa, apenas de nome Globo. A mudança, que aconteceu em 1º de janeiro de 2020, também operou mudanças em toda a direção do grupo, com remanejamento e promoção de nomes. Em 4 de janeiro de 2021, foi anunciada oficialmente a marca da nova Globo, como resultado da união da TV aberta, TV por assinatura, streaming e plataformas digitais. O projeto gráfico foi realizado por uma equipe multidisciplinar e teve como ponto de partida a opinião do público. Ele ilustra os valores da empresa compostos por brasilidade, proximidade, diversidade, senso de comunidade, liberdade e criatividade. A arquitetura da nova marca traz o uso de letras em caixa baixa para representar a proximidade com o público. As cores vibrantes refletem a natureza, e a tipografia arredondada foi idealizada para trazer a ideia de círculo e movimento.
Um dos principais pontos da reestruturação é que ela passaria a se tornar uma empresa mediatech, visionando um futuro mais direcionado aos âmbitos digital e tecnológico. Nóbrega argumentou: "Nossos canais lineares falam com mais de 100 milhões de pessoas todos os dias no Brasil, o que demonstra a enorme relevância da televisão como a conhecemos, mas o conceito do que é televisão está se ampliando com rapidez". No dia 7 de abril de 2021, foi anunciado um acordo de 7 anos com a plataforma Google Cloud. A parceria contempla a migração de 100% dos dados de seus data centers próprios para a nuvem da gigante tecnológica americana, assim como os seus conteúdos, produtos e serviços digitais da nova empresa; e abre possibilidades para a utilização de Inteligência Artificial e machine learning, incluindo no desenvolvimento de soluções e no processo de inovação da Globo.
Ainda sob o processo de reestruturação da nova empresa, em 18 de novembro de 2020, o presidente Jorge Nóbrega anunciou que pretendia vender a gravadora Som Livre. Ainda no mesmo dia, colocou-se a marca em processo de valuation, para disponibilizá-la ao mercado. A distribuidora global Believe foi uma das interessadas na aquisição, porém, em 1º de abril de 2021, foi anunciado que a gravadora foi adquirida pela Sony Music, em uma transação de estimadamente 255 milhões de dólares. Nóbrega afirmou na aquisição: "Nós queríamos assegurar que esse acordo preservasse tudo que a Som Livre representa para os brasileiros".

#### Cobertura de massacres
Após a Chacina em Blumenau, foi anunciada uma mudança na política de cobertura de massacres.

#### Centenário em 2025

Logotipo da TV Globo acompanhado da identidade visual comemorativa ao centenário do grupo

No ano de 2025, o Grupo Globo comemorou o seu centenário lançando o seu emblema comemorativo (100 anos de Globo), que passou a acompanhar o logotipo das emissoras de televisão, rádio e serviços de internet. O foco especial ficou nos 80 anos da Rádio Globo, nos 60 anos da TV Globo, nos 25 anos do Valor Econômico e nos 10 anos do Globoplay. A logo está disponível em todas as plataformas de paginas da web e na semana de Abril em comemoração especial à “TV Globo 60 Anos” consta a Marca D’água do emblema comemorativo com identificação de matérias especiais. Em 28 de abril, fechando a programação especial, a Globo apresentou o histórico Show 60 Anos. Além disso, o grupo preparou um documentário que contava sobre os 100 anos da empresa, intitulado O Século do Globo estreando no mês de julho.

## Estrutura corporativa

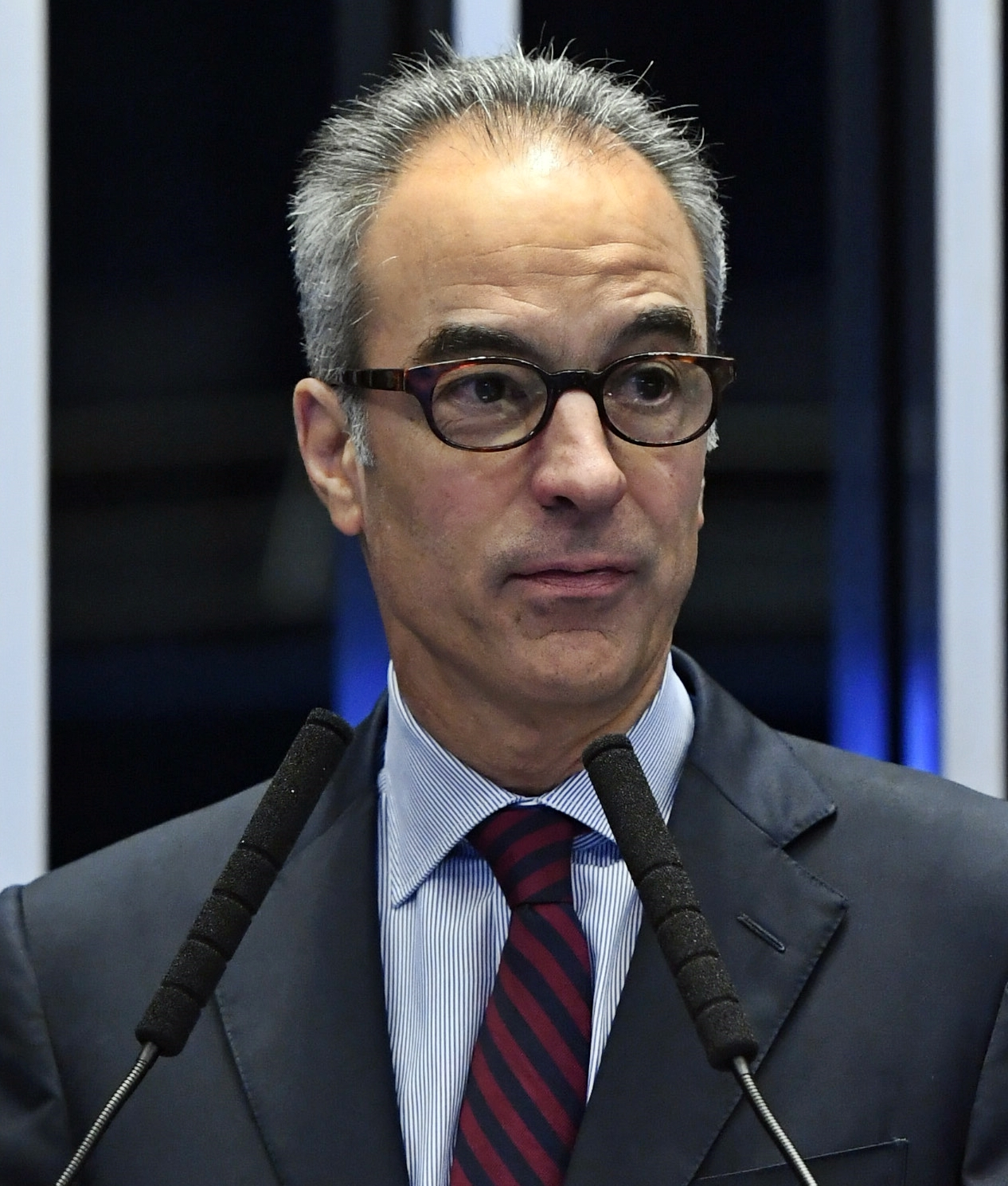
João Roberto Marinho, presidente do Grupo Globo

O Grupo Globo possui em seu alto escalão os seguintes nomes:
Conselho de administração
- João Roberto Marinho (presidente do conselho de administração)
- Roberto Irineu Marinho (vice-presidente do conselho de administração)
- José Roberto Marinho (vice-presidente do conselho de administração)
- Jorge Nóbrega (conselheiro)
- Paulo Marinho (conselheiro)
- Roberto Marinho Neto (conselheiro)
- Alberto Pecegueiro (conselheiro)
- Rodrigo Xavier (conselheiro independente)
- Paula Bellizia (conselheira independente)[50]

## Subsidiárias

### Globo
Empresa de mídia e comunicação, presidida por Paulo Marinho e fundada em 1 de janeiro de 2020, a partir da fusão das operações das empresas TV Globo, Globosat, Globo.com e DGCorp, que antes operavam de forma independente uma da outra. Suas principais divisões são:

#### Canais Globo
Responsável pela TV Globo, Canal Futura e pelos canais da antiga Globosat. É chefiada por Amauri Soares.

#### Produtos digitais
Incorpora o g1, o ge, Gshow, o Globoplay e o streaming Canais Globo. É chefiada por Manuel Belmar..

#### Criação e Produção de conteúdo
Incorpora os Estúdios Globo, o Jornalismo Globo e a Globo Filmes. É também chefiada por Amauri Soares.

##### Som Livre
Vendida para a Sony Music Brasil em 2021.

### Sistema Globo de Rádio
Empresa que controla as concessões e redes de rádio do grupo. Está sediada na cidade do Rio de Janeiro, no mesmo edifício da Editora Globo.
- CBN
- BH FM (Belo Horizonte)
- Rádio Globo (Rio de Janeiro)
- Sound! (serviço de canais de áudio para operadoras de TV por assinatura lançado em 2013)[58]

### Editora Globo
Fundada em 1952, a editora publica livros e revistas. Sua sede está localizada em São Paulo, além de contar com sucursais no Rio de Janeiro e em Brasília, a editora tem as seguintes divisões: infoglobo, Edições Globo Condé Nast, Globo Livros e Globosim.
- Época
- Galileu
- Época Negócios
- Marie Claire
- Crescer
- Globo Rural
- Casa & Jardim
- Casa e Comida
- Pequenas Empresas & Grandes Negócios
- Autoesporte
- Quem
- O Globo
- Extra
- Valor Econômico

### Globo Ventures
Empresa de investimentos do Grupo Globo criada em 2019 para alavancar outras empresas focadas em empreendedorismo e novos negócios, como por exemplo: Alive, Arena, Bom Pra Crédito, Buser, EmCasa, Enjoei, Nomad, Órama, Petlove , Stone entre outros. É comandada por Roberto Marinho Neto.